# Ma trận (phim)
Ma trận (tựa tiếng Anh: The Matrix) là một bộ phim khoa học viễn tưởng, hành động của Mỹ được sản xuất năm 1999 do Lana Wachowski và Lilly Wachowski đạo diễn, hãng phim Warner Bros phát hành. Bộ phim đã khởi xướng trào lưu sử dụng một hiệu ứng hình ảnh mang tên bullet time (viên đạn thời gian) - cho phép người xem chứng kiến một hành động đang diễn ra ở tốc độ chậm trong khi máy quay dường như di chuyển xung quanh hiện trường ở tốc độ bình thường.

## Nội dung
Một lập trình viên tên Thomas A. Anderson (Keanu Reeves) làm việc trong một công ty phần mềm, và còn là một hacker với biệt danh Neo. Neo thường đột nhập vào các hệ thống an ninh mạng, sau nhiều lần như thế, anh gặp gỡ một nhóm hacker bí ẩn. Họ thường giới thiệu với anh về thuật ngữ "Ma Trận". Một phụ nữ tên Trinity (Carrie-Anne Moss) gặp anh và hứa rằng Morpheus (Laurence Fishburne), thủ lĩnh của nhóm này có thể giải thích ý nghĩa của từ này. Tuy nhiên, một nhóm đặc vụ bắt giữ Neo và muốn anh giúp chúng bắt Morpheus, người mà chúng cho là "kẻ khủng bố". Neo vẫn tìm tới Morpheus và được yêu cầu chọn uống một viên thuốc màu đỏ hoặc một viên thuốc màu xanh dương. Nếu anh chọn uống viên màu đỏ, anh sẽ biết được sự thật về Ma trận. Nếu anh chọn uống viên màu xanh, anh sẽ trở về với cuộc sống bình thường của mình. Neo chọn uống viên thuốc màu đỏ và rơi vào trạng thái vô thức. Khi tỉnh dậy, anh thấy mình nằm trong một cái kén đầy chất lỏng, còn thân thể anh được nối với một cỗ máy khổng lồ bên ngoài căn phòng bằng hàng chục sợi dây điện. Morpheus giải cứu anh và hồi phục cơ thể yếu đuối của anh trên con tàu Nebuchadnezzar.
Vào khoảng năm 2199, nhân loại phải chiến đấu chống lại những người máy nổi loạn. Chúng chính là những cỗ máy thông minh ra đời từ đầu thế kỷ 21. Các nhà khoa học tạo ra những đám mây đen dày đặc để ngăn chặn ánh sáng mặt trời, nguồn cung cấp năng lượng cho bọn người máy. Để đối phó, bọn người máy sử dụng nguồn cung cấp năng lượng mới là con người. Chúng nuôi hàng triệu người trong các phòng thí nghiệm rồi "thu hoạch" thân nhiệt và điện sinh học từ cơ thể họ. Thế giới mà Neo đang sống chính là Ma trận, một thế giới giả lập mà bọn người máy tạo ra, lấy bối cảnh năm 1999. Chúng đưa vào cơ thể các hài nhi sơ sinh một chương trình điện não tiên tiến có khả năng tạo ra thực tế ảo. Vì thế khi lớn lên, những đứa trẻ vẫn sống trong phòng thí nghiệm (trong một ống hình trụ đầy chất lỏng với vô số sợi dây gắn trên người, giống như Neo) nhưng lại tưởng rằng chúng đang sống trong thế giới bình thường. Những người tự do cuối cùng trên Trái Đất sống ở Zion, một thành phố ở gần tâm Trái Đất. Morpheus và nhóm của anh được cử đi "rút phích" những người sống trong Ma trận và tuyển họ vào nhóm.
Neo được huấn luyện để gia nhập nhóm. Một socket được cấy vào phía sau não của Neo, cho phép anh tải thẳng kiến thức lên não. Chàng lập trình viên được học võ thuật trong một môi trường ảo giống như Ma trận và gây ấn tượng với Morpheus bằng sự tiến bộ nhanh chóng. Anh cũng được học cách đối phó với những mối nguy hiểm lớn nhất trong Ma trận.
Những vết thương trong Ma trận sẽ "ánh xạ hóa" ra ngoài thế giới thực, nghĩa là nếu Neo bị giết trong Ma trận, cơ thể của anh ở phòng thí nghiệm cũng sẽ chết. Nếu socket của anh bị rút ra khi anh còn đang ở trong Ma trận, anh cũng sẽ chết. Và anh có thể ra vào Ma trận nhờ những socket đó. Anh được cảnh báo về sự nguy hiểm của các mật thám. Trong Ma trận, mật thám có hình người, thật ra chúng là những chương trình có tri giác và đầy sức mạnh. Mật thám có khả năng xâm nhập vào cơ thể những người đang kết nối với Ma trận thông qua các sợi dây và khiến những người đó biến thành chúng. Nhiệm vụ của chúng là tìm và diệt tất cả những mối đe dọa đối với sự tồn tại của thế giới giả lập. Morpheus tiên đoán rằng một khi Neo trở thành "Người được chọn", các mật thám sẽ không thể xâm nhập vào cơ thể anh.
Cả nhóm tiến vào Ma trận và đưa Neo tới căn hộ của một người đàn bà (thực ra là một chương trình) có bí danh Oracle (Gloria Foster). Bà không cho rằng Neo là cứu tinh của loài người nhưng Morpheus sẵn sàng hi sinh tính mạng để bảo vệ anh. Khi tìm cách thoát ra theo một đường dây điện thoại, cả nhóm bị bọn mật thám và cảnh sát phục kích. Hóa ra Cypher (Joe Pantoliano), một thành viên trong nhóm, đã phản bội họ vì muốn quay trở lại cuộc sống huyễn tưởng trong Ma trận. Gã thỏa thuận với các mật thám, theo đó gã sẽ giao nộp Morpheus để được quay lại Ma trận. Sự phản bội của Cypher dẫn tới cái chết của phần lớn thành viên trong nhóm, trừ Neo, Trinity, và Tank (Marcus Chong) - người đã giết Cypher sau đó. Bọn mật thám bắt được Morpheus và tìm đủ mọi cách để lấy thông tin từ anh, trong đó thứ mà chúng cần nhất là mật mã truy cập vào Zion. Tank đề xuất, một cách bất đắc dĩ, rằng họ phải giết Morpheus để ngăn chặn việc này. Tuy nhiên, Neo và Trinity quay trở lại Ma trận, giao chiến với mật thám và cảnh sát rồi giải cứu Morpheus. Trong trận chiến, Neo chứng tỏ kỹ năng "đi ngược lại các quy luật vật lý" khi né tránh những viên đạn mà bọn mật thám bắn về phía anh. Morpheus và Trinity thoát ra khỏi Ma trận, nhưng tên chỉ huy mật thám Smith (Hugo Weaving) phục kích, truy đuổi và bắn chết Neo trước khi anh thoát ra khỏi Ma trận. Đồng thời ở thế giới thực, bọn người máy cũng tấn công tàu Nebuchadnezzar.
Trinity nói với Neo, lúc đó đã chết, rằng anh không thể chết vì cô yêu anh và Oracle đã tiên đoán rằng Trinity sẽ yêu "Người được chọn". Cô ôm hôn Neo và anh bất ngờ tái sinh. Neo giờ đây có thể nhận thức và điều khiển Ma trận. Anh dễ dàng đánh bại Smith, có thể là con người đầu tiên làm được việc này, và thoát ra khỏi Ma trận ngay trước khi Morpheus kích hoạt máy xung điện từ để vô hiệu hóa bọn người máy.
Cảnh cuối phim, Neo gọi một cuộc điện thoại trong Ma trận. Anh hứa với bọn người máy rằng anh sẽ cho chúng thấy "một thế giới mà chuyện gì cũng có thể xảy ra". Neo cúp máy và bay lên không trung.

## Diễn viên
- Keanu Reeves vai Thomas A. Anderson / Neo: Một lập trình viên máy tính, một hacker.
- Laurence Fishburne vai Morpheus: Thủ lĩnh của nhóm, người đã dẫn dắt Neo vào Ma trận.
- Carrie-Anne Moss vai Trinity: Phụ tá của Morpheus.
- Hugo Weaving vai Đặc vụ Smith: Một mật thám của Ma trận, nhưng không giống với đồng loại của mình, hắn mong muốn về với tự do.
- Joe Pantoliano vai Cypher: Một thành viên của nhóm Morpheus, nhưng đã phản bội nhóm.
- Julian Arahanga vai Apoc: Một thành viên của nhóm Nebuchadnezzar. Bị Cypher giết.
- Anthony Ray Parker vai Dozer: Một người được sinh ra trong Ma trận, và là phi công của tàu Nebuchadnezzar. Bị Cypher giết.
- Marcus Chong vai Tank.
- Matt Doran vai Mouse: một lập trình viên trên tàu Nebuchadnezzar. Bị cảnh sát giết khi Cypher phản bội.
- Gloria Foster vai Oracle.
- Belinda McClory vai Switch: Làm việc cho tàu Nebuchadnezzar. Bị Cypher giết.
- Paul Goddard vai Đặc vụ Brown.
- Robert Taylor vai Đặc vụ Jones.

## Giải thưởng
Ma trận được trao 4 giải Oscar dành cho Biên tập phim xuất sắc, Biên tập âm thanh xuất sắc, Kỹ xảo xuất sắc và Âm thanh xuất sắc. Trong danh sách 250 phim hay nhất mọi thời đại của trang IMDb, bộ phim được xếp ở vị trí 18. Ma trận để lại ảnh hưởng to lớn đối với những phim hành động ra đời sau năm 1999 ở Hollywood.

## Hậu trường
Sự thành công của Ma trận giúp những đạo diễn làm phim hành động và biên đạo võ thuật ở Hồng Kông, chẳng hạn như Viên Hòa Bình hay Chân Tử Đan, trở nên đắt giá. Các nhà sản xuất ở Hollywood muốn những cảnh hành động của họ sánh ngang với Ma trận về mức độ phức tạp trong các pha võ thuật. Hàng trăm bộ phim nhựa, phim quảng cáo và video ca nhạc đã sử dụng các cảnh trong siêu phẩm này.